# Dozijn

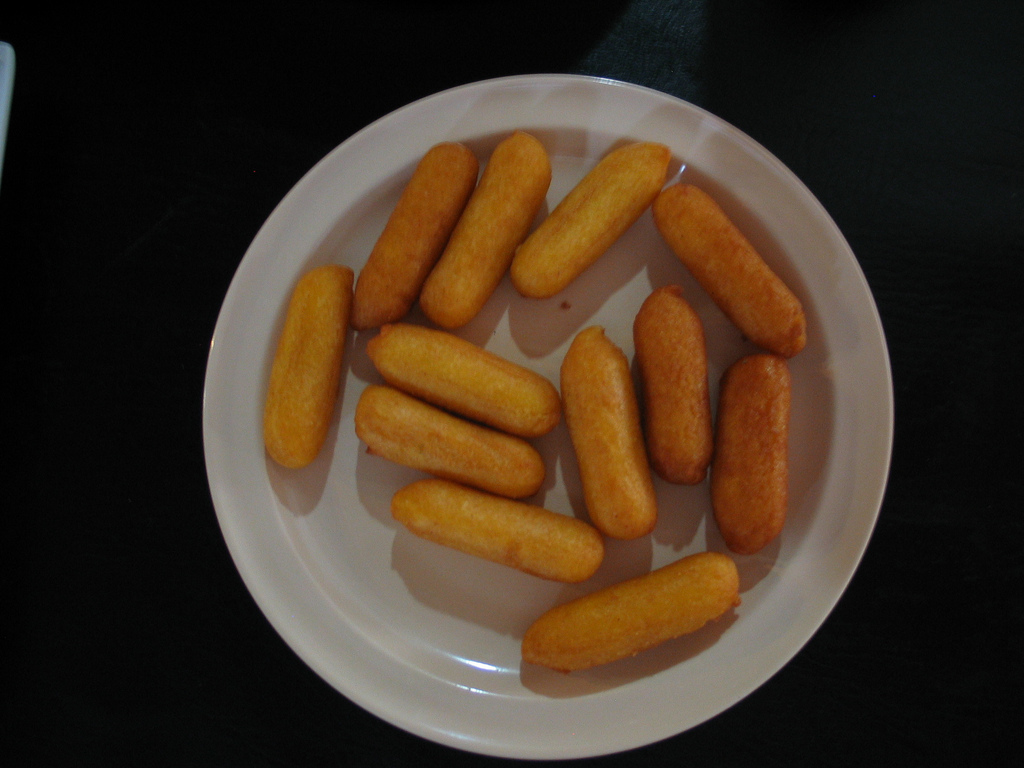
12 sorullitos

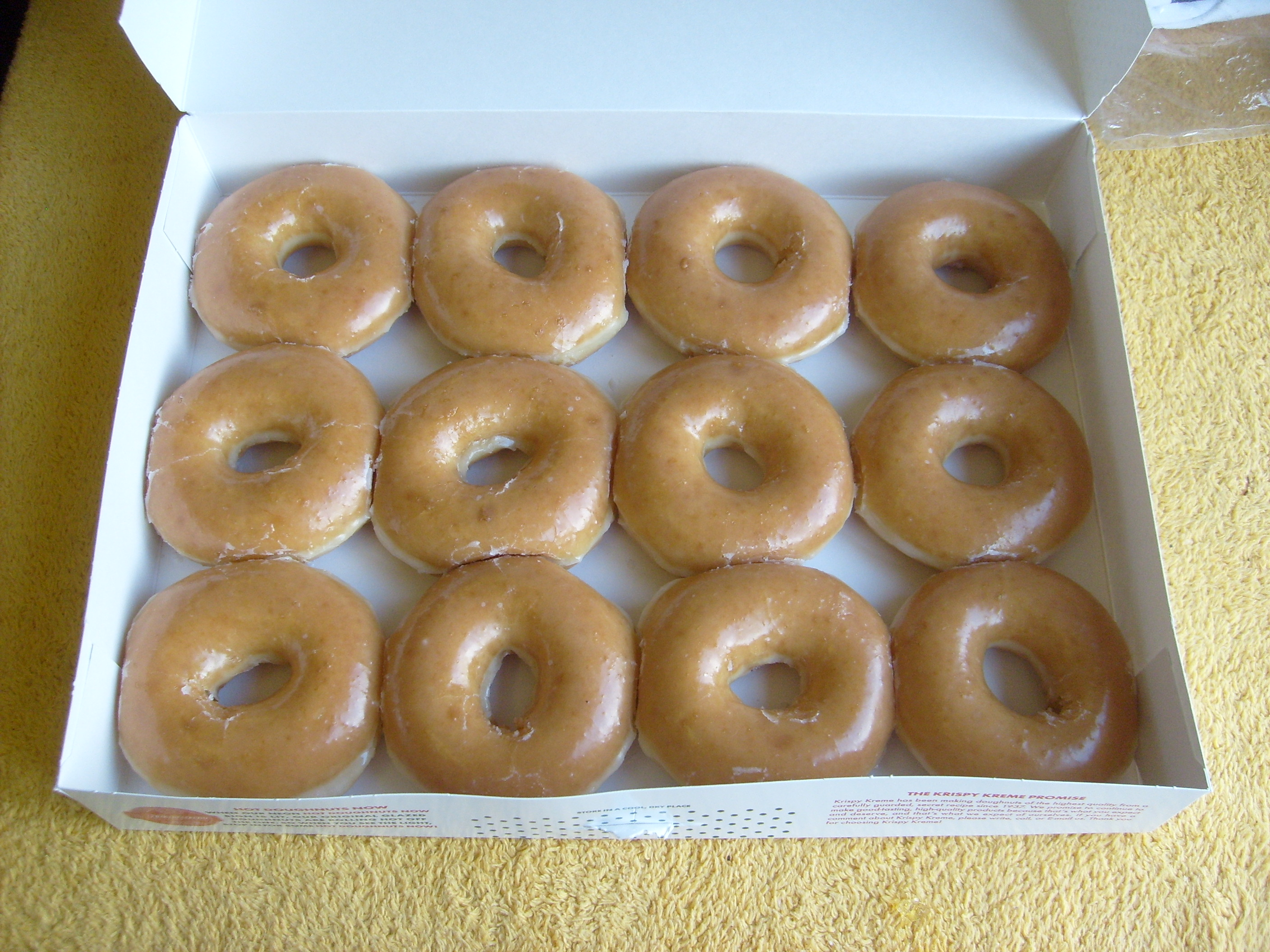
Een dozijn donuts

Een dozijn is een getalsaanduiding voor een aantal van 12 stuks. Als zodanig is het een hoofdtelwoord.

## Etymologie
Het woord dozijn is via het Franse douzaine (twaalftal) afkomstig van het Latijnse woord duodecim. 
Het woord is een restant van het gebruik van het twaalftallig stelsel, dat waarschijnlijk stamt uit Mesopotamië.

## Gebruik
Het getal 12 wordt vaak gebruikt in de handel als eenheid en wordt dan dozijn genoemd. 12 is een handig getal in de handel, aangezien het deelbaar is door 2, 3, 4 en 6, dus partijen zijn eenvoudig te splitsen.
Twaalf dozijn, dus 12 x 12 = 144 stuks, wordt aangeduid als een "gros".

### Nederlands taalgebied
In Nederland en België vindt men het dozijn nog veel terug. Bijvoorbeeld wordt een servies of bestek vaak verkocht voor 12 personen, soms ook voor 6 personen. Het getal 6 wordt dan omschreven als een half dozijn. Ook voedsel en drank, zoals eieren en flesjes bier, worden vaak verkocht in dozen van 12 stuks.
Eieren worden in Nederland meestal per tien verkocht, maar in andere landen per dozijn.

### Elders
In het Engelse maatsysteem vinden we 12 inch in een voet.

## Uitdrukking
Men spreekt van 13 in een dozijn als het om onbeduidende voorwerpen of personen handelt.